# 自治醫大站

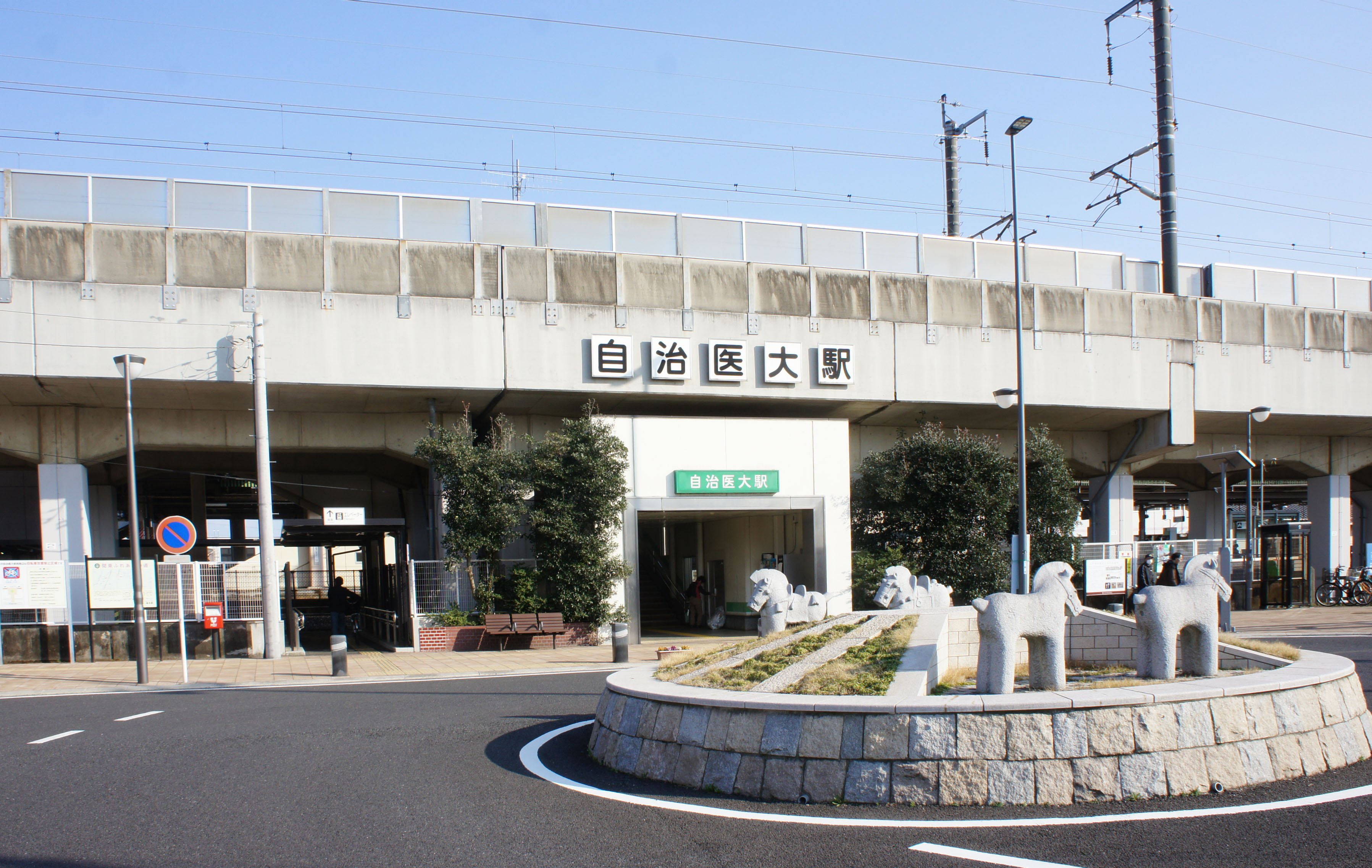
西口（2019年3月）

自治醫大站（日语：／ Jichiidai eki */?）是一由東日本旅客鐵道（JR東日本）所經營的鐵路車站，位於日本栃木縣下野市醫大前3丁目，是JR東日本宇都宮線沿線的車站（但在正式路線規劃上，其實是東北本線的一站），也有屬於湘南新宿線系統的列車通過。車站的名稱起源於車站東口一帶的自治醫科大學，雖然在車站啟用之前也曾存在過「新小金井」與「藥師寺」等建議的站名，但最後還是決定以自治醫大作為實際上的站名。

## 車站構造
島式月台1面2線的跨站式站房。

### 月台配置
| 月台 | 路線                  | 方向 | 目的地                                                            |
| ---- | --------------------- | ---- | ----------------------------------------------------------------- |
| 1    | ■宇都宮線（東北本線） | 上行 | 小山、大宮、東京、新宿、橫濱方向 （包括■湘南新宿線、■上野東京線） |
| 2    | ■宇都宮線（東北本線） | 下行 | 宇都宮、黑磯方向                                                  |

（來源：JR東日本:車站構內圖 （页面存档备份，存于））

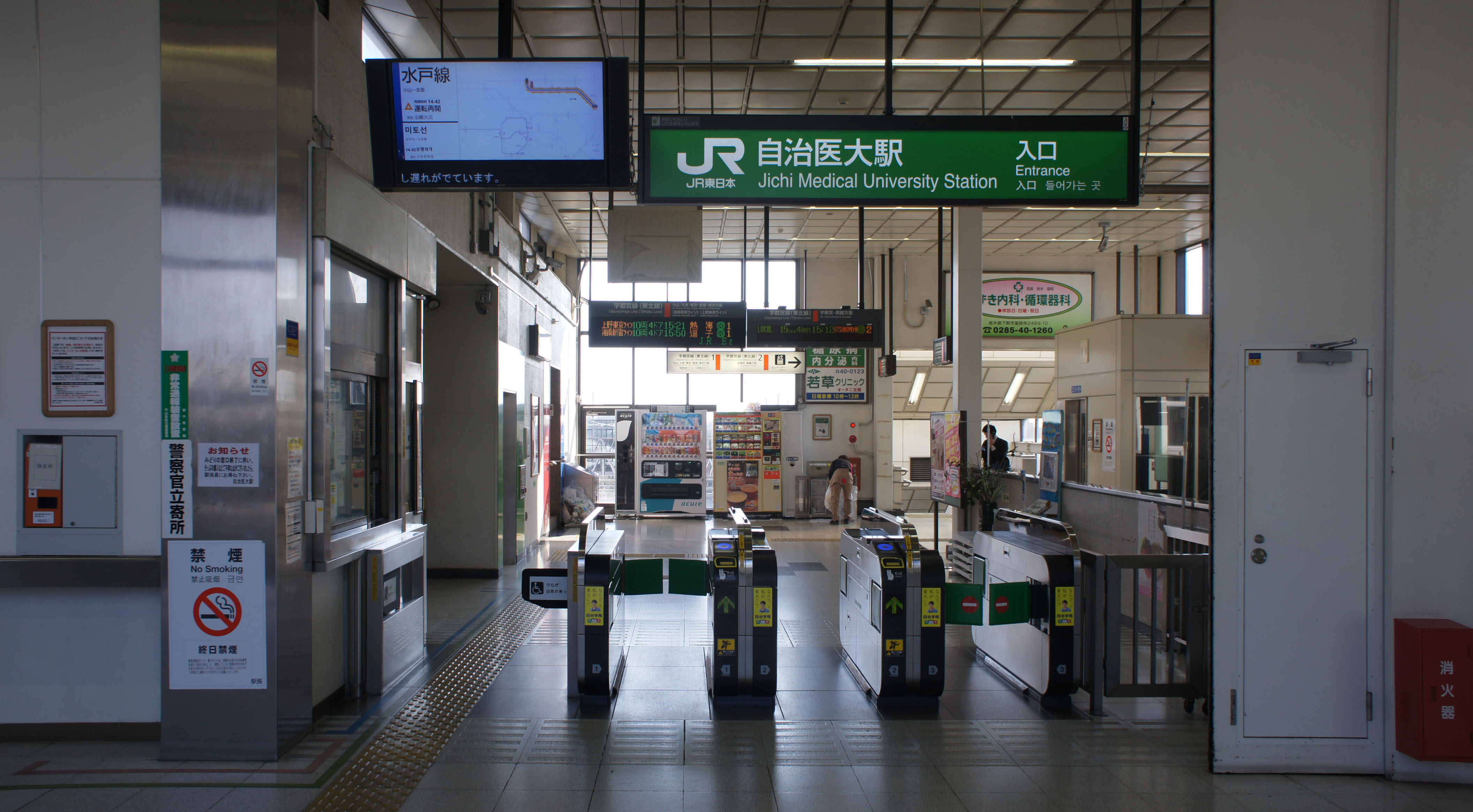
閘口（2019年3月）
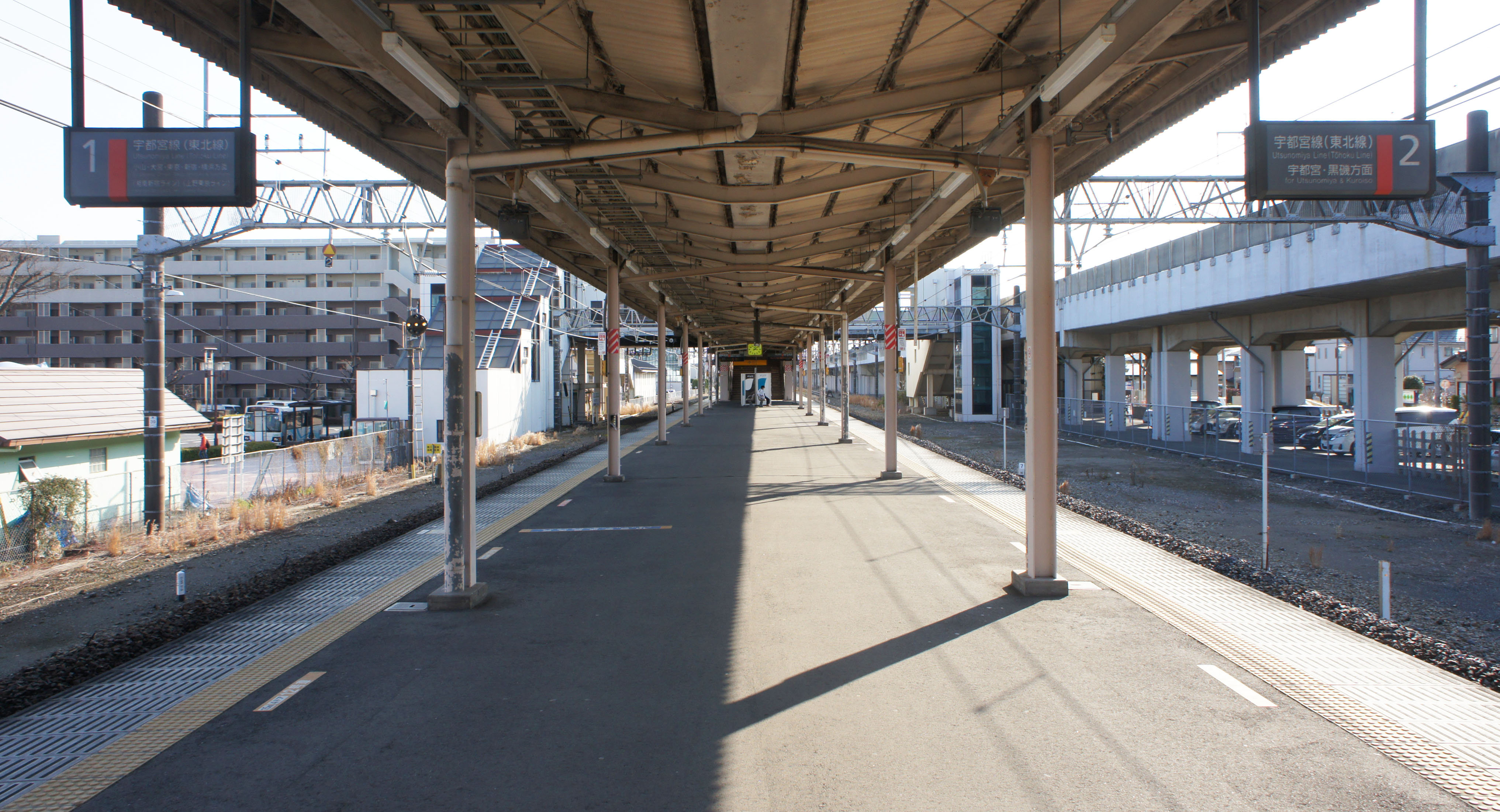
月台（2019年3月）

## 使用情況
根據JR東日本，2019年（令和元年）度1日平均上車人次為3,520人。
近年推移如下表。
| 上車人次推移       | 上車人次推移     | 上車人次推移    |
| 年度               | 1日平均 上車人次 | 來源            |
| ------------------ | ---------------- | --------------- |
| 2000年（平成12年） | 3,680            | [ 利用客数 2 ]  |
| 2001年（平成13年） | 3,729            | [ 利用客数 3 ]  |
| 2002年（平成14年） | 3,723            | [ 利用客数 4 ]  |
| 2003年（平成15年） | 3,715            | [ 利用客数 5 ]  |
| 2004年（平成16年） | 3,750            | [ 利用客数 6 ]  |
| 2005年（平成17年） | 3,814            | [ 利用客数 7 ]  |
| 2006年（平成18年） | 3,774            | [ 利用客数 8 ]  |
| 2007年（平成19年） | 3,883            | [ 利用客数 9 ]  |
| 2008年（平成20年） | 3,860            | [ 利用客数 10 ] |
| 2009年（平成21年） | 3,787            | [ 利用客数 11 ] |
| 2010年（平成22年） | 3,774            | [ 利用客数 12 ] |
| 2011年（平成23年） | 3,791            | [ 利用客数 13 ] |
| 2012年（平成24年） | 3,771            | [ 利用客数 14 ] |
| 2013年（平成25年） | 3,801            | [ 利用客数 15 ] |
| 2014年（平成26年） | 3,702            | [ 利用客数 16 ] |
| 2015年（平成27年） | 3,714            | [ 利用客数 17 ] |
| 2016年（平成28年） | 3,695            | [ 利用客数 18 ] |
| 2017年（平成29年） | 3,673            | [ 利用客数 19 ] |
| 2018年（平成30年） | 3,597            | [ 利用客数 20 ] |
| 2019年（令和元年） | 3,520            | [ 利用客数 21 ] |

## 相鄰車站
東日本旅客鐵道
■宇都宮線
■通勤快速、■快速「Rabbit」、■普通
小金井－自治醫大－石橋

### 使用情況
1. ↑  . 東日本旅客鉄道.   [2019-07-11]. （原始内容存档于2019-07-05）.
2. ↑  . 東日本旅客鉄道.   [2019-02-13]. （原始内容存档于2019-03-28）.
3. ↑  . 東日本旅客鉄道.   [2019-02-13]. （原始内容存档于2019-03-28）.
4. ↑  . 東日本旅客鉄道.   [2019-02-13]. （原始内容存档于2019-03-28）.
5. ↑  . 東日本旅客鉄道.   [2019-02-13]. （原始内容存档于2019-03-28）.
6. ↑  . 東日本旅客鉄道.   [2019-02-13]. （原始内容存档于2019-03-28）.
7. ↑  . 東日本旅客鉄道.   [2019-02-13]. （原始内容存档于2019-03-28）.
8. ↑  . 東日本旅客鉄道.   [2019-02-13]. （原始内容存档于2019-03-28）.
9. ↑  . 東日本旅客鉄道.   [2019-02-13]. （原始内容存档于2019-03-28）.
10. ↑  . 東日本旅客鉄道.   [2019-02-13]. （原始内容存档于2019-03-28）.
11. ↑  . 東日本旅客鉄道.   [2019-02-13]. （原始内容存档于2019-03-28）.
12. ↑  . 東日本旅客鉄道.   [2019-02-13]. （原始内容存档于2019-03-28）.
13. ↑  . 東日本旅客鉄道.   [2019-02-13]. （原始内容存档于2019-03-28）.
14. ↑  . 東日本旅客鉄道.   [2019-02-13]. （原始内容存档于2019-03-28）.
15. ↑  . 東日本旅客鉄道.   [2019-02-13]. （原始内容存档于2019-03-28）.
16. ↑  . 東日本旅客鉄道.   [2019-02-13]. （原始内容存档于2019-03-28）.
17. ↑  . 東日本旅客鉄道.   [2019-02-13]. （原始内容存档于2019-03-23）.
18. ↑  . 東日本旅客鉄道.   [2019-02-13]. （原始内容存档于2019-03-28）.
19. ↑  . 東日本旅客鉄道.   [2019-02-13]. （原始内容存档于2019-03-22）.
20. ↑  . 東日本旅客鉄道.   [2019-07-11]. （原始内容存档于2019-07-05）.
21. ↑  . 東日本旅客鉄道.   [2020-07-10]. （原始内容存档于2020-07-10）.

## 外部連結
- 車站資訊（自治醫大）：東日本旅客鐵道

36°23′42.76″N 139°51′16.19″E / 36.3952111°N 139.8544972°E